# Acacia pennata
Acacia pennata är en ärtväxtart som först beskrevs av Carl von Linné, och fick sitt nu gällande namn av Carl Ludwig von Willdenow. Acacia pennata ingår i släktet akacior, och familjen ärtväxter.

## Underarter
Arten delas in i följande underarter:
- A. p. hainanensis
- A. p. insuavis
- A. p. kerrii
- A. p. pennata

## Bildgalleri

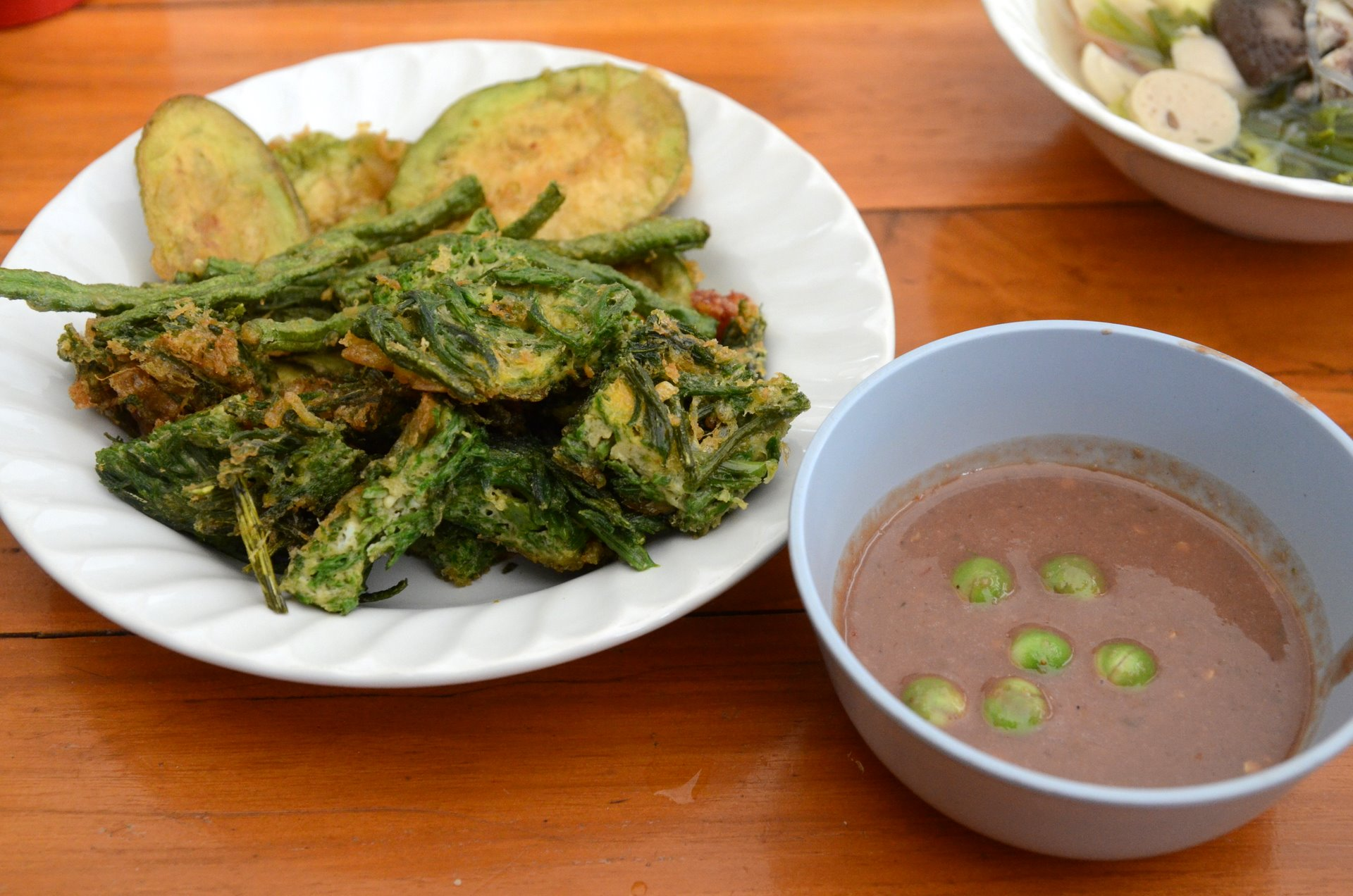
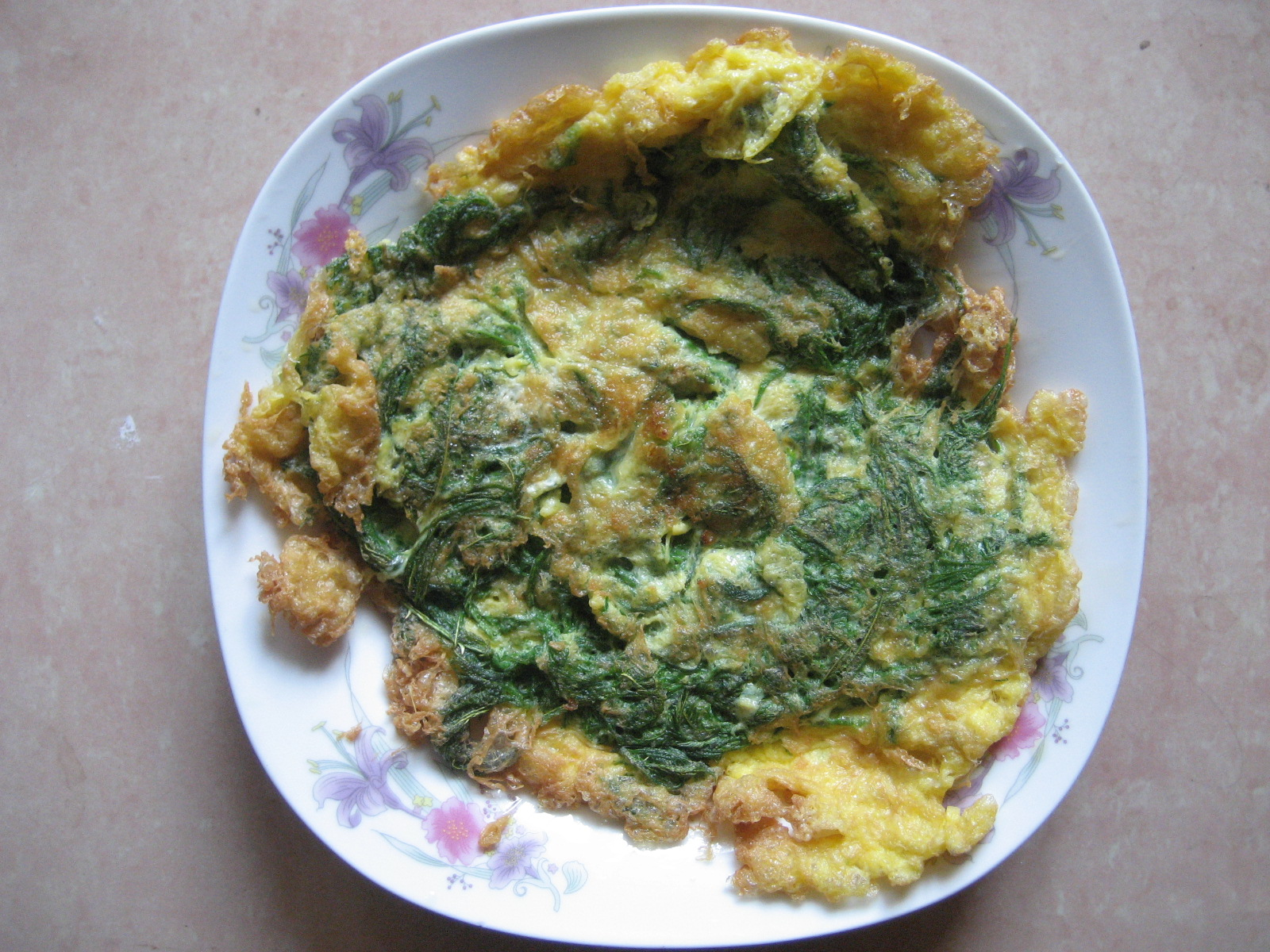